# Carl Spitteler
Carl Friedrich Georg Spitteler (pseudonim Carl Felix Tandem), (Liestal kraj Basela, 24. travnja 1845. – Luzern, 29. prosinca 1924.), švicarski književnik.
- Dobitnik Nobelove nagrade za književnost za 1919. godinu.